# Heiner Studer

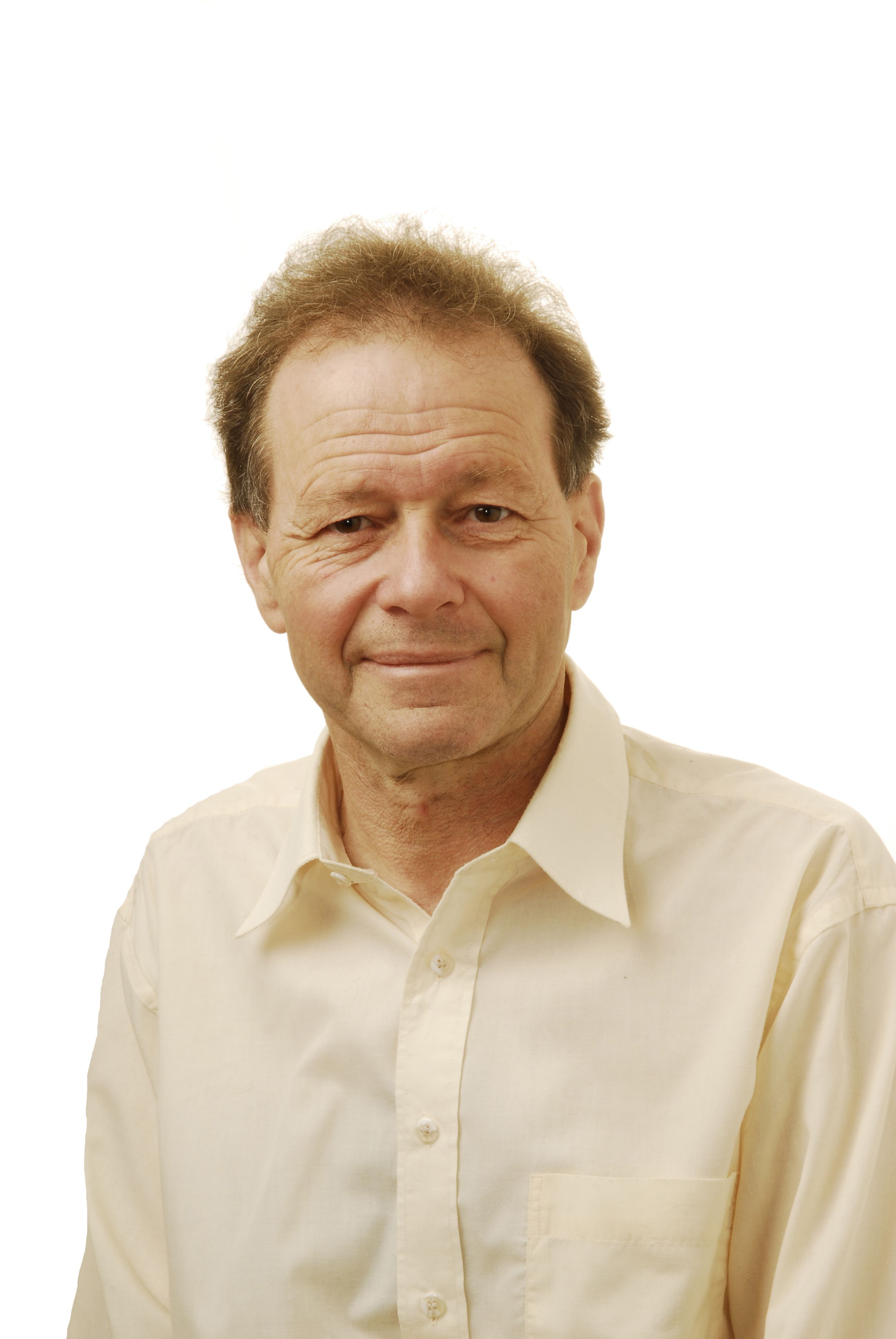
Heiner Studer (2007)

Heiner Studer (* 16. Mai 1949 in Baden, Kanton Aargau) ist ein Schweizer Politiker (EVP).

## Biografie
Heiner Studer wuchs in Wettingen auf, machte 1969 die Handelsmaturität und begann seine berufliche Laufbahn in einem politischen Umfeld: 1970 wurde er Zentralsekretär der EVP, 1976 Zentralsekretär des Schweizerischen Verbandes evangelischer Arbeitnehmerinnen und Arbeitnehmer. 1984 wurde er Sekretär des Blauen Kreuzes der deutschen Schweiz und 1984 bis 2001 dessen Zentralsekretär und Geschäftsführer.
Gleichzeitig hatte er immer auch politische Ämter inne: Von 1973 bis 1998 gehörte er dem Grossen Rat des Kantons Aargau (Legislative) an, wo er 1997 mit 48 Jahren der jüngste Alterspräsident (Dienstälteste) in der Parlamentsgeschichte wurde. Parallel dazu war er von 1974 bis 1985 im Einwohnerrat (Legislative) der Gemeinde Wettingen, wurde 1986 in die Exekutive gewählt und war dort von 1994 bis 2013 Vizeammann (teilzeitlicher stellvertretender Gemeindepräsident). Bei den Wahlen 1999 wurde er für die Evangelische Volkspartei in den Nationalrat gewählt, wo er der aussenpolitischen Kommission und der Kommission für Wissenschaft, Bildung und Kultur angehörte. Anlässlich der Nationalratswahlen 2007 wurde er abgewählt. Von 2008 bis 2014 war er Präsident der EVP Schweiz, auf ihn folgte Marianne Streiff-Feller.
Heiner Studer ist in einer methodistischen Familie aufgewachsen und ist Laienprediger der reformierten, wie auch der evangelisch-methodistischen Kirche. 
2010 war er an der Gründung des Zivildienstverbandes CIVIVA beteiligt.
Heiner Studer ist mit einer gebürtigen Norwegerin verheiratet und hat drei erwachsene Töchter. Seine Tochter Lilian Studer (* 1977) wurde wie ihr Vater in den Grossen Rat des Kantons Aargau und den Nationalrat gewählt, ebenfalls für die Evangelische Volkspartei.

## Publikation
- Auch Politiker sind Menschen. Aus dem zwischenmenschlichen Alltag im Bundeshaus. Blaukreuz-Verlag Bern 2009, ISBN 978-3-85580-463-4.